# Otakar Lebeda

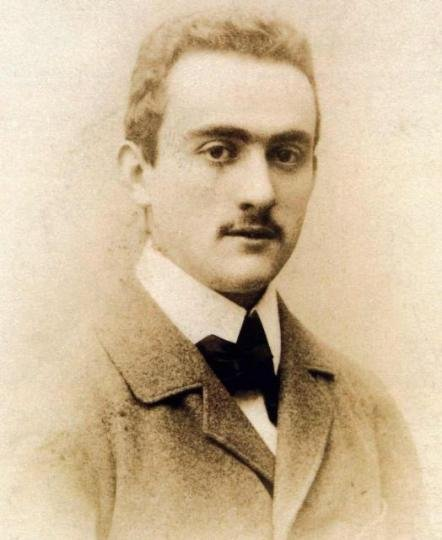
Otakar Lebeda

Otakar Lebeda (Praag, 8 mei 1877 – Malá Chuchle, 12 april 1901) was een Tsjechische kunstschilder. Hij schilderde vooral landschappen.

## Biografie
Zijn vader was een voerman en zijn moeder had een winkel. Zijn artistieke talent manifesteerde zich vrij vroeg en op 15-jarige leeftijd werd hij ingeschreven aan de Academie voor Schone Kunsten in Praag, waar hij studeerde bij de landschapsschilder Julius Mařák.
Aanvankelijk werd zijn werk beïnvloed door de realistische stijl van kunstenaars zoals Antonín Chittussi en Jean-Baptiste Corot.
In 1896 reisde hij naar Italië en in 1897 naar Parijs. In 1898 kreeg hij een beurs die hem in staat stelde om in Parijs te gaan studeren. Hij reisde via München naar Parijs waar hij les volgde aan de Académie Colarossi. Hij leerde er de werken van de schilders van de School van Barbizon en het Impressionisme kennen en schilderde landschappen in Fontainebleau, Bretagne en Normandië. Na zijn terugkeer in Praag kwam hij onder de invloed van zijn iets oudere collega Antonín Slavíček, eveneens een oud-leerling van Mařák. Hij exposeerde in Praag bij het kunstenaarsgenootschap Mánes.
Op 12 april 1901 schoot hij zichzelf neer in het bos buiten Malá Chuchle. Er waren geen duidelijke oorzaken voor dit tragische einde: zijn economische situatie was gezond en niets in zijn correspondentie suggereerde familieproblemen. Acht maanden voor zijn dood bracht hij een tijd door in het kuuroord in Žichovice, maar de specifieke reden daarvoor is onbekend. Recente bronnen hebben het over een depressie die niet gediagnosticeerd werd vanwege zijn introverte persoonlijkheid.

## Werken

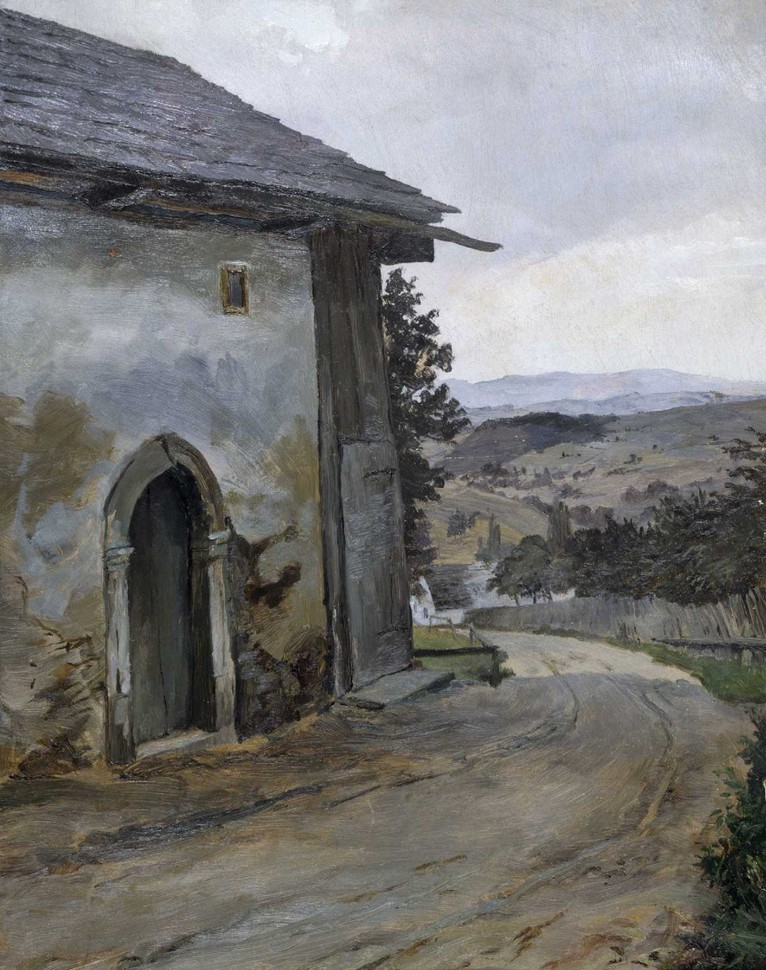
Pad in Krkonoše, 1894
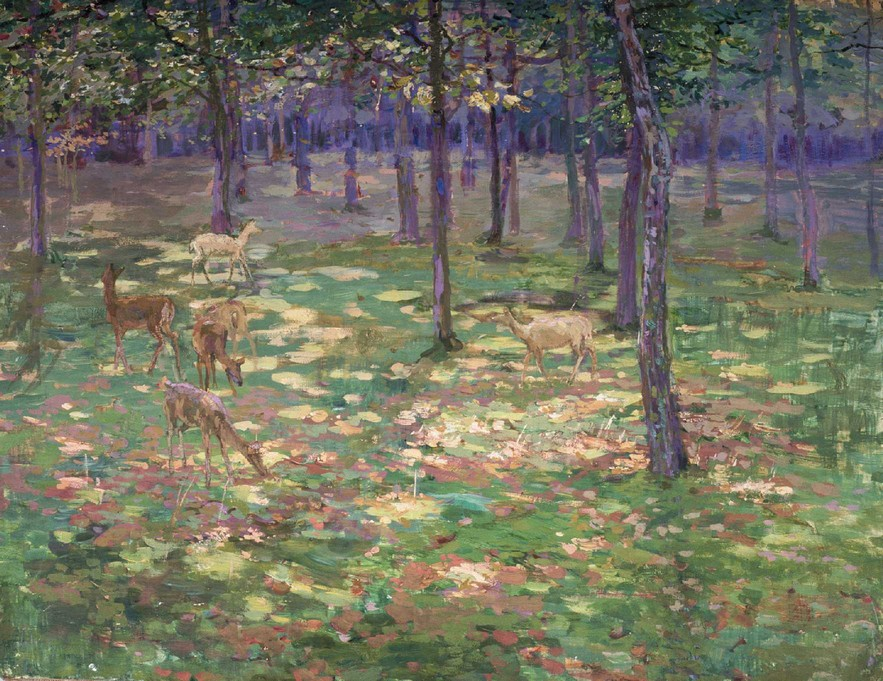
Herten in het Bechyňský wild reservaat, 1899
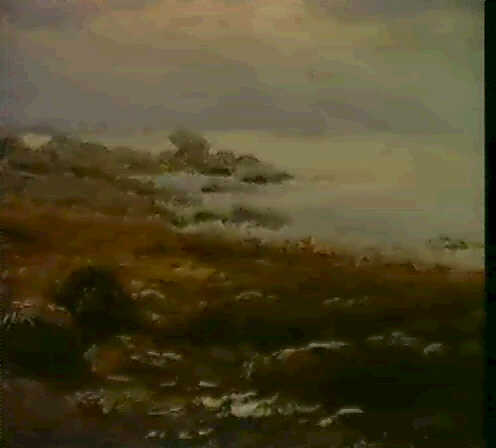
Bretagne
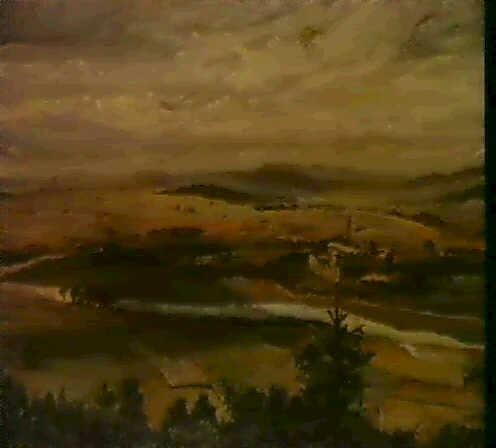
Landschap
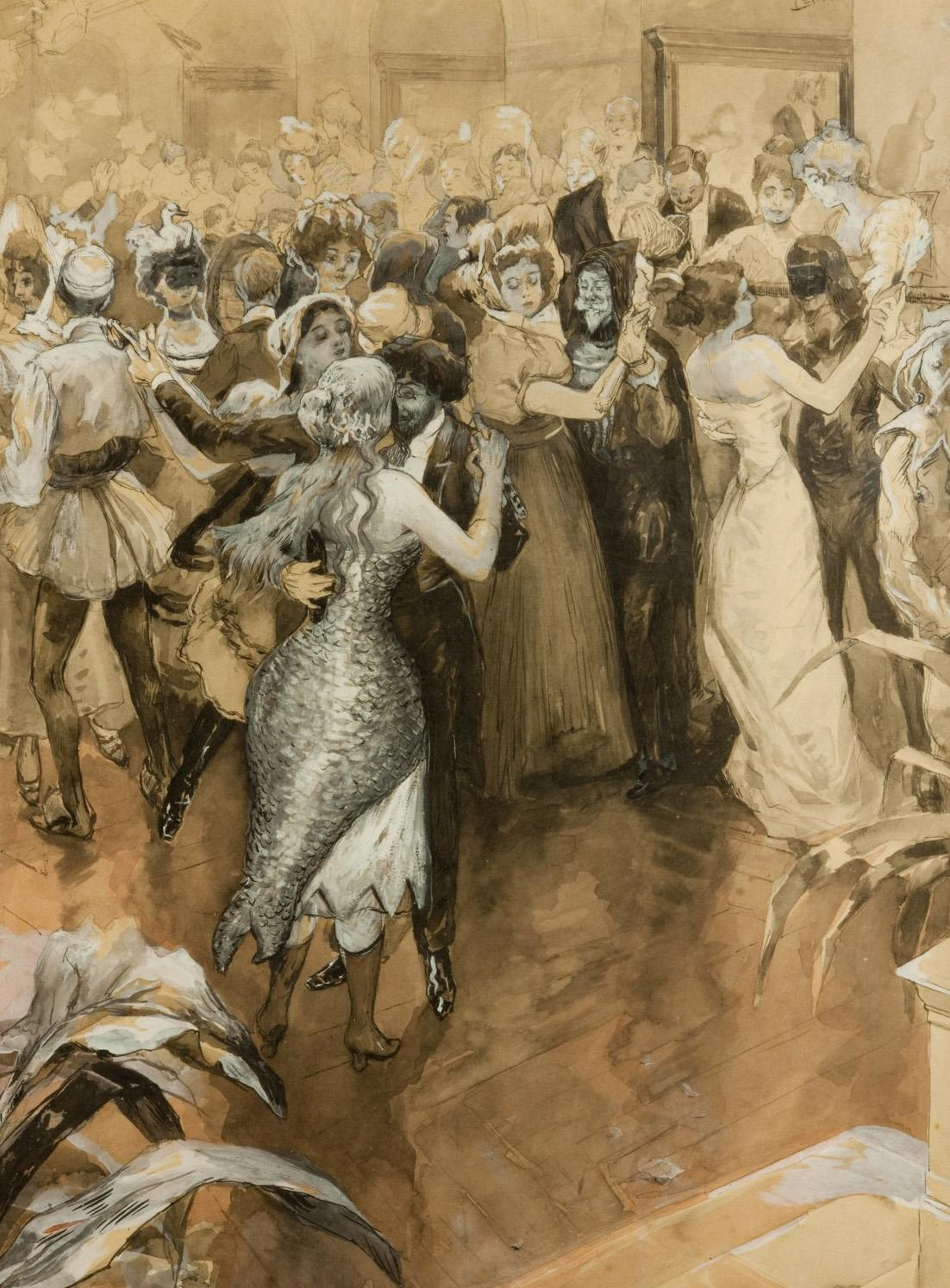
Gemaskerd bal, ca. 1901
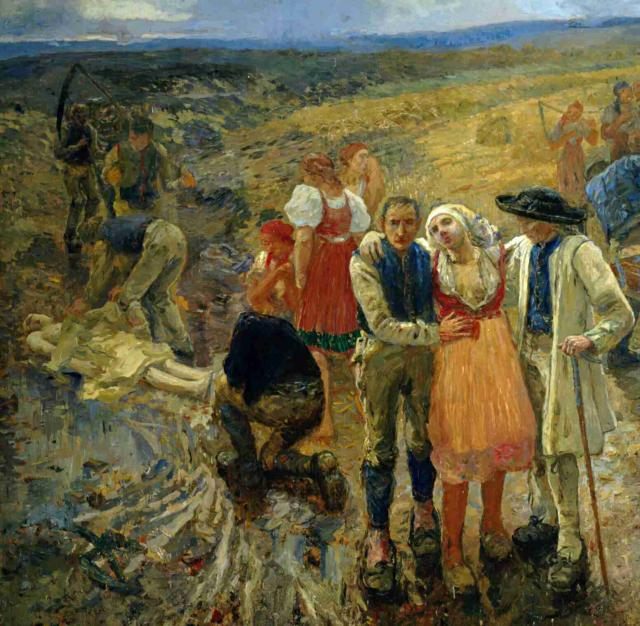
Gedood door de bliksem, ca. 1901, Národní galerie v Praze, Praag

- Gemeinsame Normdatei: 139320512
- International Standard Name Identifier: 0000 0000 7101 8268
- Library of Congress Control Number: n80097629
- Nationale Bibliotheek van Tsjechië: jo20000080277
- Système universitaire de documentation: 166999601
- Union List of Artist Names: 500078990
- Virtual International Authority File: 25908426
- WorldCat: E39PBJfmvdXTDmfBqhMtxyGvHC